# Hipoprosexia
Hipoprosexia (do grego, hypo+prosexis+ia reter pouco) é um termo médico para a dificuldade em manter a concentração. Pode ser sintoma de diversos transtornos neurológicos, psiquiátricos ou intoxicação. Uma incapacidade de atenção grave é chamada de aprosexia. 

## Causas
As causas mais frequentes são o cansaço mental e dormir mal (sono não reparador). Transtornos que podem ter hipoprosexia como sintoma incluem:
- Transtorno do déficit de atenção e hiperatividade (TDAH)
- Confusão mental (delirium)
- Demências, como Alzheimer
- Depressão
- Síndrome de Burnout (esgotamento)
- Lesão do córtex frontal, especialmente do giro cingulado anterior.
- Sedantes como álcool, soníferos e maconha.

## Diagnósticos
A concentração pode ser avaliada em testes psicotécnicos de atenção como o de Galicia, Kraepelin e o Mini exame do estado mental durante uma entrevista psicológica. 